# 美濱町 (福井縣)
美濱町（日语：／ Mihama chō */?）為位於日本福井縣西南部的行政區劃，北側面向日本海北濱灣，在海灣東側為敦賀半島，西側為常神半島，在西側與若狹町之間有三方五湖，轄區主要位於耳川流域內，主要市區分布於耳川下游兩岸的平原區域，南部則以比良山地與滋賀縣相隔。
在轄區北部音敦賀半島上設有關西電力的核能發電廠－美濱發電廠。

## 人口
| 美濱町 (福井縣)人口分布圖 |                                                        |  |
| 美濱町 (福井縣)與日本全國年齡別人口分布比較圖 （2005年資料） | 美濱町 (福井縣)的年齡、男女別人口分布圖 （2005年資料） |  |
| ■紫色是美濱町 (福井縣) ■綠色是全国 | ■藍色是男性 ■紅色是女性                                |  |
| 美濱町 (福井縣)人口變化 \| 1970年 \| 13,157人 \| \| \| 1975年 \| 13,092人 \| \| \| 1980年 \| 13,036人 \| \| \| 1985年 \| 13,384人 \| \| \| 1990年 \| 13,222人 \| \| \| 1995年 \| 12,362人 \| \| \| 2000年 \| 11,630人 \| \| \| 2005年 \| 11,023人 \| \| \| 2010年 \| 10,563人 \| \| \| 2015年 \| 9,914人 \| \| \| 2020年 \| 9,179人 \| \| |                                                        |  |
| 資料來源：日本總務省統計中心提供之人口普查數據 |                                                        |  |
| 1970年 | 13,157人                                               |  |
| 1975年 | 13,092人                                               |  |
| 1980年 | 13,036人                                               |  |
| 1985年 | 13,384人                                               |  |
| 1990年 | 13,222人                                               |  |
| 1995年 | 12,362人                                               |  |
| 2000年 | 11,630人                                               |  |
| 2005年 | 11,023人                                               |  |
| 2010年 | 10,563人                                               |  |
| 2015年 | 9,914人                                                |  |
| 2020年 | 9,179人                                                |  |

## 歷史
過去在令制國時代屬於若狹國三方郡，14世紀後開始由一色氏長期擔任若狹守護並支配此地，直到15世紀中被若狹武田氏取代；在織田信長崛起後，此地又隨著若狹國成為丹羽長秀的領地。17世紀進入江戶時代後，隨著若狹國成為京極高次小濱藩的領地，1634年後小濱藩改由酒井氏入主直到19世紀江戶時代結束。
1871年實施廢藩置縣後改隸屬小濱縣，不過在隔年的第一次府縣整併中小濱縣整併至敦賀縣，但敦賀縣在1876年遭到廢除後，此地被併入滋賀縣，直到1881年才改隸屬新設立的福井縣。
1889年日本實施町村制，現在的美濱町轄區在當時分屬西鄉村、耳村、山東村三個行政區劃，西鄉村一度於1898年被拆分為北西鄉村和南西鄉村，不過這四個行政區劃在1954年合併為現在的美濱町。

### 變遷表
| 1889年4月1日 | 1889年 - 1912年             | 1912年 - 1944年             | 1945年 - 1954年            | 1955年 - 1989年            | 1989年 - 現在              | 現在                       |
| ------------ | --------------------------- | --------------------------- | -------------------------- | -------------------------- | -------------------------- | -------------------------- |
| 山東村       | 山東村                      | 山東村                      | 1954年2月11日 合併為美濱町 | 1954年2月11日 合併為美濱町 | 1954年2月11日 合併為美濱町 | 1954年2月11日 合併為美濱町 |
| 耳村         |                             |                             | 1954年2月11日 合併為美濱町 | 1954年2月11日 合併為美濱町 | 1954年2月11日 合併為美濱町 | 1954年2月11日 合併為美濱町 |
| 西鄉村       | 1898年4月1日 分設為北西鄉村 | 1898年4月1日 分設為北西鄉村 | 1954年2月11日 合併為美濱町 | 1954年2月11日 合併為美濱町 | 1954年2月11日 合併為美濱町 | 1954年2月11日 合併為美濱町 |
| 西鄉村       | 1898年4月1日 更名為南西鄉村 |                             | 1954年2月11日 合併為美濱町 | 1954年2月11日 合併為美濱町 | 1954年2月11日 合併為美濱町 | 1954年2月11日 合併為美濱町 |

## 行政

### 歷任首長
| 屆         | 姓名       | 上任日期     | 卸任日期     | 備註     |
| ---------- | ---------- | ------------ | ------------ | -------- |
| 1          | 綿田捨三   | 1954年3月    | 1958年3月    |          |
| 2          | 綿田捨三   | 1958年3月    | 1962年3月    |          |
| 3          | 綿田捨三   | 1962年3月    | 1968年3月    |          |
| 4          | 綿田捨三   | 1966年3月    | 1970年3月    |          |
| 5          | 原田平吉   | 1970年3月    | 1974年3月    |          |
| 6          | 原田平吉   | 1974年3月    | 1978年3月    |          |
| 7          | 平野嚴     | 1978年3月    | 1982年3月    |          |
| 8          | 平野嚴     | 1982年3月    | 1986年3月    |          |
| 9          | 綿田光雄   | 1986年3月    | 1990年3月    |          |
| 10         | 綿田光雄   | 1990年3月    | 1994年3月    |          |
| 11         | 綿田光雄   | 1994年3月    | 1998年3月    |          |
| 12         | 綿田光雄   | 1998年3月    | 1999年1月    | 任內辭職 |
| 13         | 山口治太郎 | 1999年3月7日 | 2003年3月6日 |          |
| 14         | 山口治太郎 | 2003年3月7日 | 2007年3月6日 |          |
| 15         | 山口治太郎 | 2007年3月7日 | 2011年3月6日 |          |
| 16         | 山口治太郎 | 2011年3月7日 | 2015年3月6日 |          |
| 17         | 山口治太郎 | 2015年3月7日 | 2019年3月6日 |          |
| 18         | 戶嶋秀樹   | 2019年3月7日 | 現任         |          |
| 參考資料： |            |              |              |          |

## 交通
鐵路小濱線、高速公路舞鶴若狹自動車道以及國道27號皆以東西向通過轄區北部的主要市區，而轄區南部則依靠縣道213號與北部連結。

### 鐵路
- 西日本旅客鐵道
  - 小濱線：（敦賀市） - 東美濱車站 - 美濱車站 - （若狹町→）

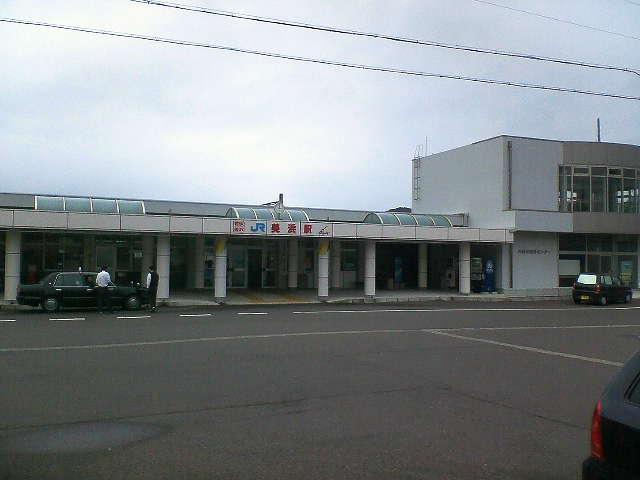
美濱車站
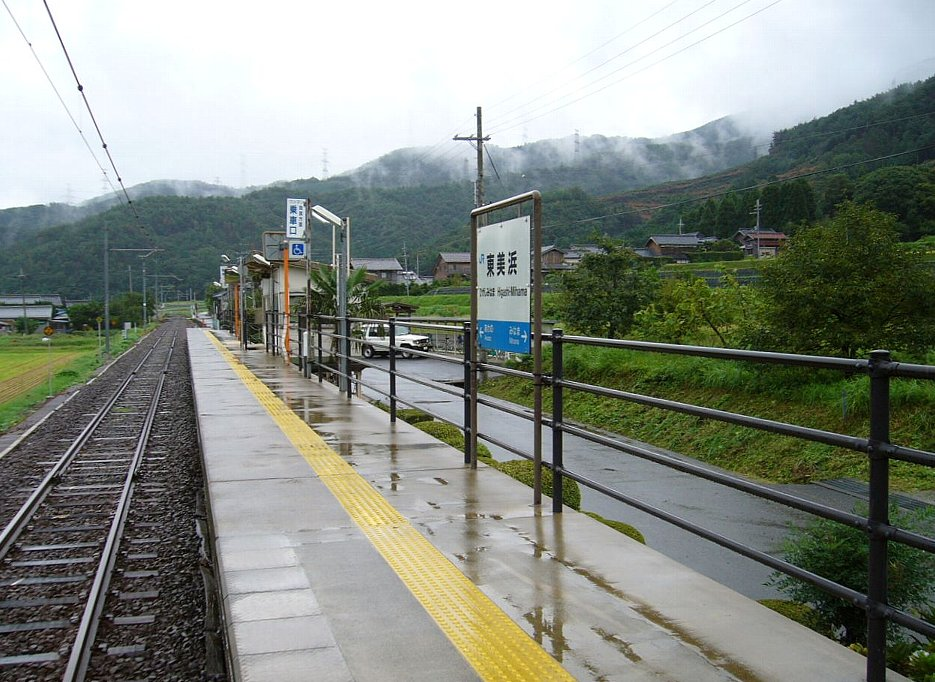
東美濱車站

### 公路
高速公路
- 舞鶴若狹自動車道：（若狹町） - 若狹美濱交流道（日语：若狭美浜インターチェンジ） - （敦賀市）

## 觀光資源
轄區北側沿海都已被劃入若狹灣國定公園，在西北部與若狹町交界處的三方五湖為三方湖、水月湖、菅湖、久久子湖、日向湖五座湖泊的總稱，現在也被列入湿地公约的国际重要湿地名录，而在沿海則有多達八座的海水浴場，其中的水晶濱海水浴場在夏天單日最多可以2萬人次的遊客到此，曾被選入「日本的水浴場８８選」。

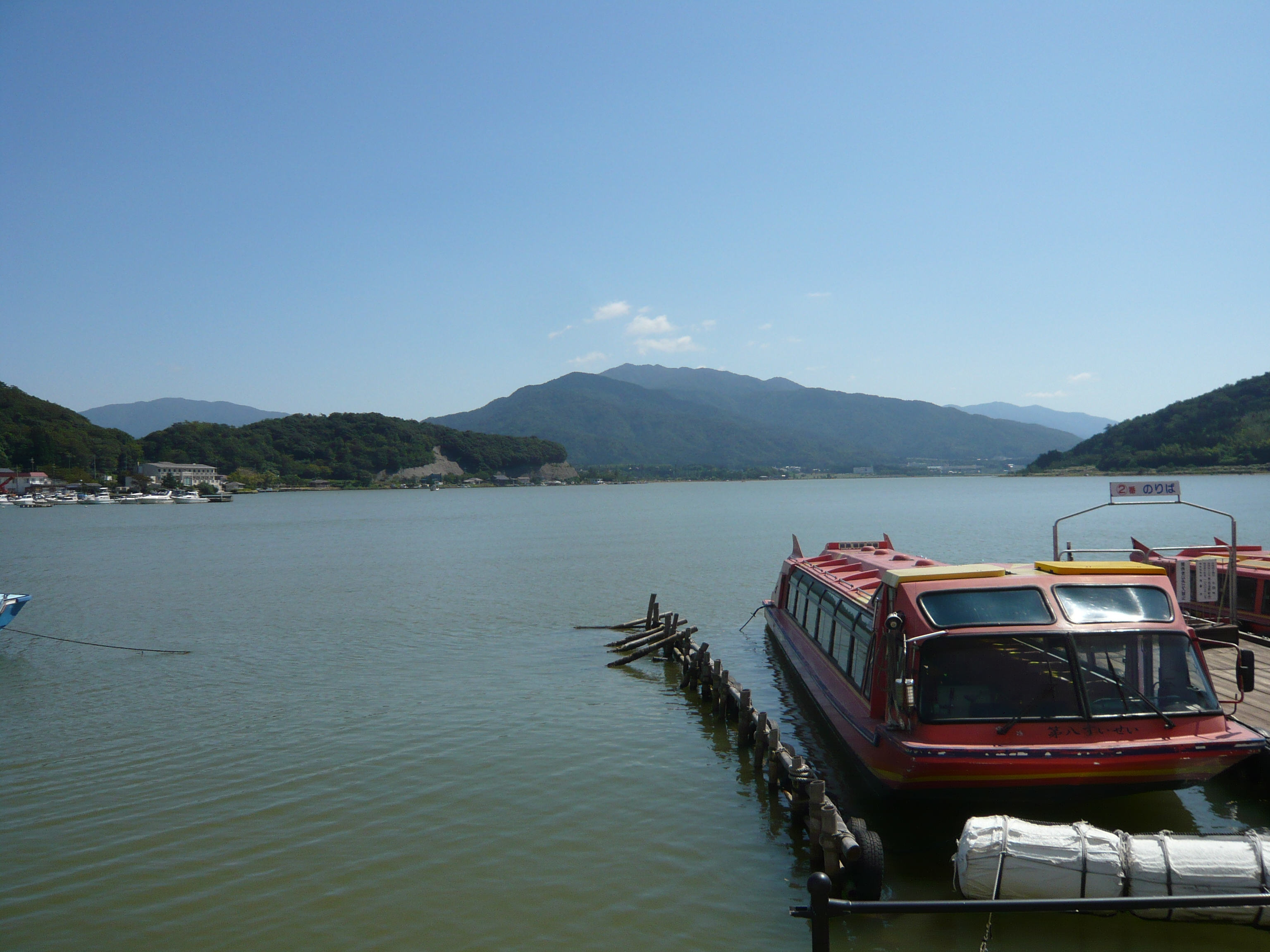
三方五湖的久久子湖
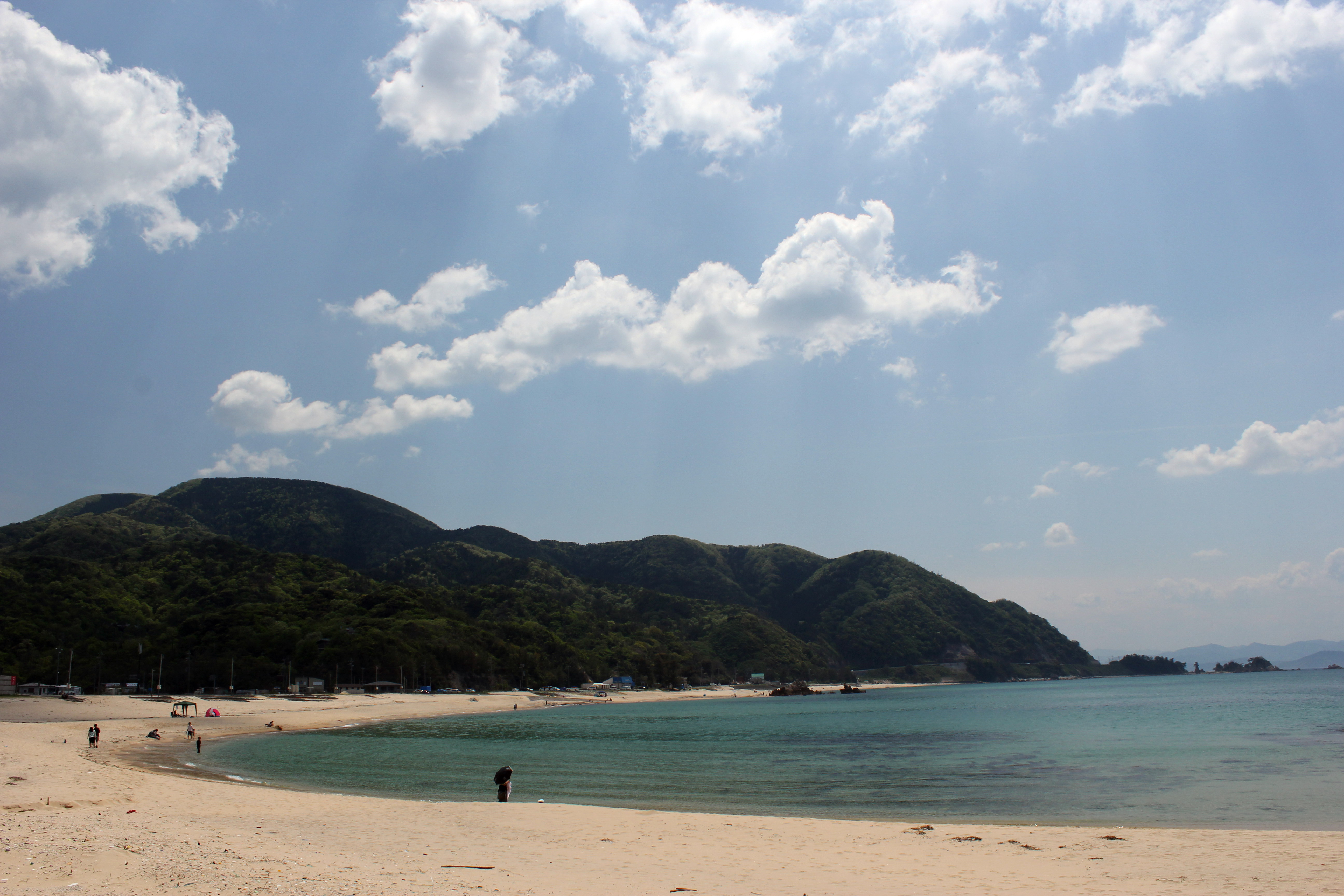
水晶濱海水浴場

## 外部連結
- （日語） 若狹美濱觀光協會 （页面存档备份，存于）
- （日語） 若狹美濱觀光網 （页面存档备份，存于）
  - （繁體中文） 若狹美濱觀光網 （页面存档备份，存于）
  - （简体中文） 若狹美濱觀光網 （页面存档备份，存于）